# الحمل في الفن
في الفن، كما هو الحال في الحياة، غالبًا ما يكون من غير الواضح ما كان يُقصد عبر إظهار حالة الحمل الفعلية. من المشاهد الشائعة وضع المرأة يدها على بطنها. تاريخيًا، كان الحمل موجودًا عند النساء المتزوجات في مرحلة ما معظم حياتهن حتى سن اليأس، ولكن تصوير ذلك في الفن غير شائع نسبيًا، ويقتصر عمومًا على بعض السياقات المحددة. ربما يستمر هذا حتى في الثقافة المعاصرة. على الرغم من العديد من الأعمال الفنية الحديثة التي تصور نساء حوامل بشكل كبير، فإن إحدى الكاتبات قالت: أنا مندهشة من نقص الصور المرئية ... للنساء الحوامل في الثقافة البصرية العامة. وجدت دراسة بحثية أجراها بيير بورديو في عام 1963 أن الغالبية العظمى من ضمن 693 شخصًا فرنسيًا يعتقدون أن صورة المرأة الحامل لا يمكن أن تكون جميلة.
غالبًا ما يكون الحمل جزءًا مهمًا من القصة في فن السرد الغربي، أو اللوحة التاريخية. تدريجيًا، بدأت النساء الحوامل في الظهور، بأسلوب خاص لـ (صور الحمل) في صور طبقة النخبة نحو عام 1600.
بالإضافة إلى كونها موضوعًا للتصوير في الفن، كانت النساء الحوامل أيضًا مُستهلِكات للفن، مع بعض أنواع الأعمال الخاصة التي طُوّرت خصيصًا لهن، بما في ذلك صور مادونا ديل بارتو لماري.

## الثقافات التقليدية والقديمة

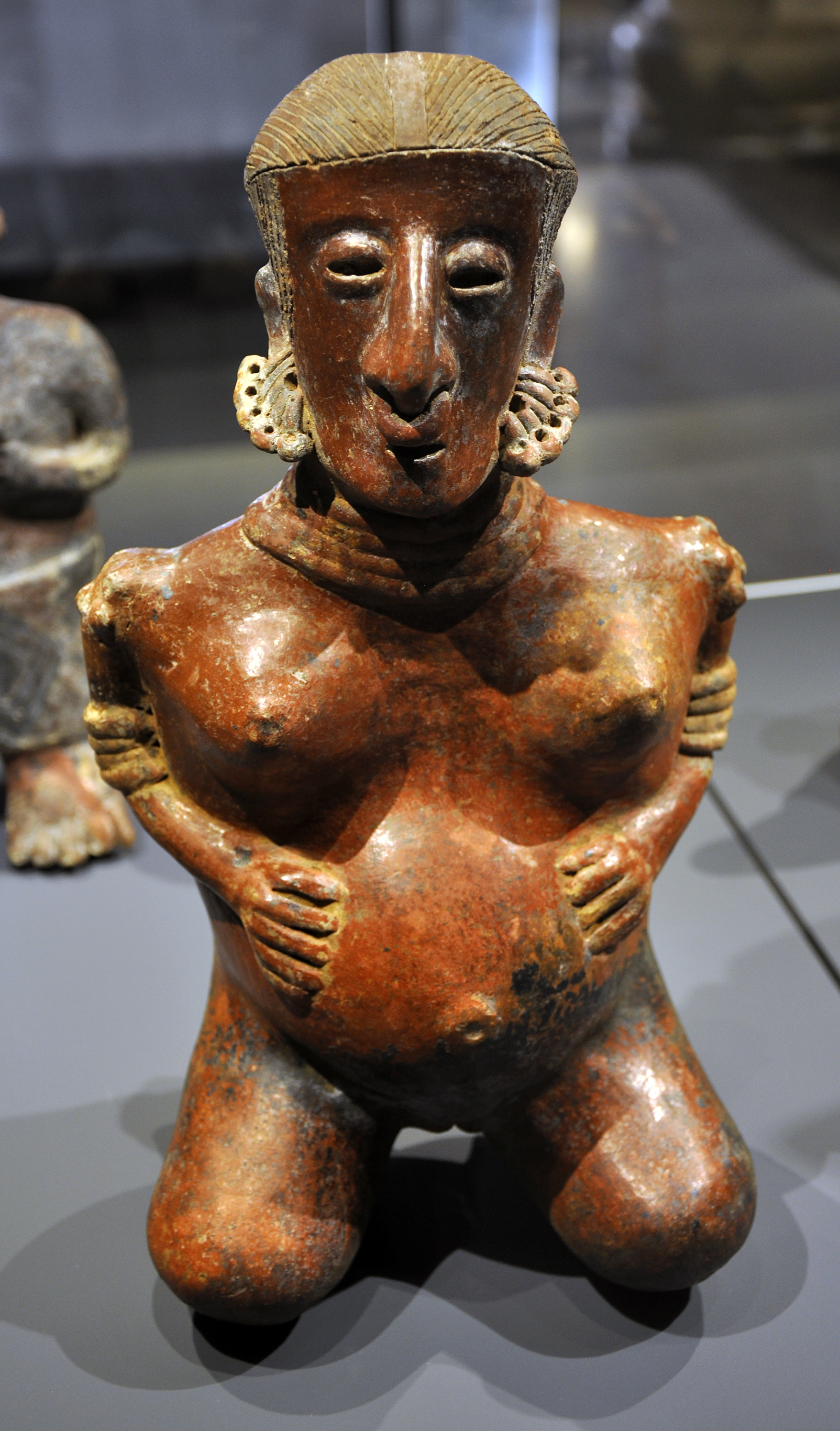
مرأة حامل

جرى تصوير النساء الحوامل، وخاصة التماثيل الصغيرة، في الثقافات التقليدية في العديد من الأماكن والفترات الزمنية، على الرغم من أنه نادرًا ما كان نوعًا شائعًا من الفن. وتشمل هذه الأشكال الخزفية من بعض ثقافات ما قبل كولومبوس، وبعض الشخصيات من معظم ثقافات البحر الأبيض المتوسط القديمة. يبدو أن العديد منها ارتبط بالخصوبة. غالبًا ما يكون تحديد ما إذا كانت هذه الأعمال تهدف بالفعل لإظهار الحمل، بالإضافة إلى فهم دور تلك الأعمال في الثقافة المعنية بها.
من بين أقدم الأمثلة الباقية هي تماثيل ما قبل التاريخ التي وجدت في معظم أنحاء أوراسيا والمعروفة مجتمعة باسم تماثيل فينوس. أشهرها تمثال فينوس ويلندورف، وهو تمثال من الحجر الجيري الأوليتي لامرأة جرى تضخيم ثدييها وردفيها للتأكيد على خصوبتها. هذه التماثيل تعتمد على تضخيم البطن، والوركين، والثديين، والفخذين، أو الفرج، لكن الدرجة التي تظهر بها الشخصيات للحمل تختلف بشكل كبير، ومعظمهن لا يبدين الحمل بشكل ملحوظ على الإطلاق.

## البورتريه

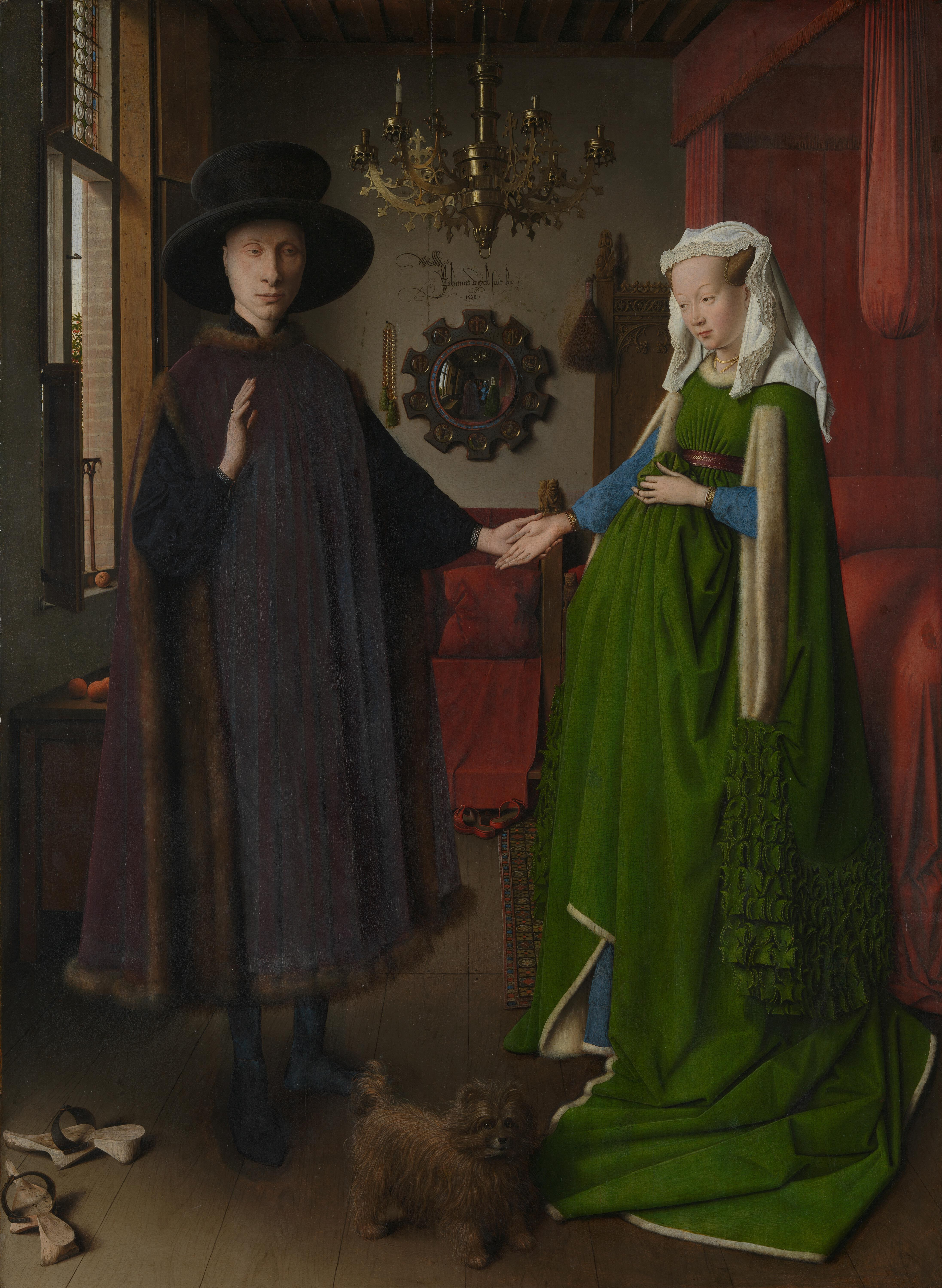
الزوجان،جان فان إيك

في أواخر العصور الوسطى، بدأ رسم صور لنساء حوامل، على الرغم من أن الأزياء والفساتين تجعل من الصعب تفسير اللوحة. قد تكون صورة أرنولفيني التي رسمها جان فان إيك عام 1434 مثالًا على الحمل، لكن الآراء الحالية لمؤرخي الفن تعارض ذلك في الغالب، حيث غالبًا ما كانت تُعرض صورة القديسات العذراوات بالطريقة نفسها.
بعض صور عصر النهضة الإيطالية التي يُعتقد أنها لنساء حوامل تظهرهن يرتدين زيًا داخليًا تسمى غارنيلو، والذي ارتبط بالحمل أو بفترة ما بعد الولادة. وتشمل هذه الأمثلة: الموناليزا ليوناردو دافنشي، حيث ظهر الثوب لأول مرة تحت الأشعة تحت الحمراء في عام 2006، مما يشير إلى أن ليزا ديل غيوكوندو، كانت حاملًا أو أنجبت للتو طفلًا عندما رُسمَت. لوحة أخرى بها غارنيلو هي صورة السيدة بوتيتشيلي المعروفة باسم سميرالدا برانديني. لكن مثل هذه الرسوم ظلت نادرة في فن عصر النهضة.
تميل الصور التي ظهرت لاحقًا للحوامل إلى أن تكون النساء من أفراد الأسرة أو على الأقل من أصدقاء الفنانين؛ اختار عدد قليل نسبيًا من النساء، أو أزواجهن، التقاط صور باهظة الثمن تظهرهن حوامل، على الرغم من أن العديد من النساء أمضين معظم السنوات الأولى على الأقل من حياتهن الزوجية حوامل. في بعض الحالات، كان الأمر بسيطًا نسبيًا بالنسبة لرسام البورتريه أن يزيل أو يضيف بطن حامل إلى اللوحة.

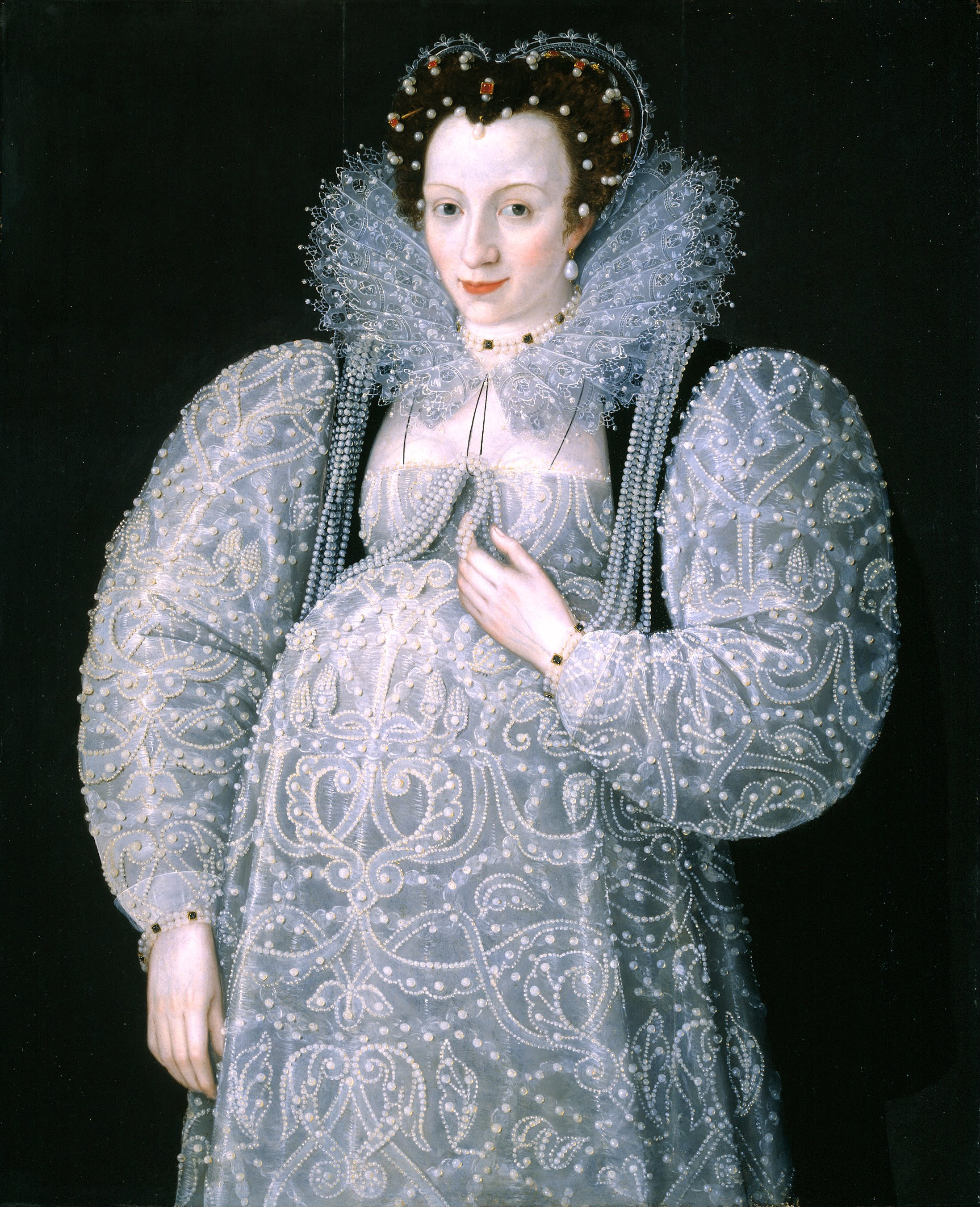
لوحة:Marcus Gheeraerts

قيل إن العديد من اللوحات لفيرمير تظهر نساء حوامل، لكن المتخصصين يستبعدون ذلك. لم يكن أحد المتخصصين على علم بأي صورة تظهر امرأة حامل من كل لوحات العصر الذهبي الهولندي. توجد أمثلة للحمل في الفن الهولندي. أبرزها في أعمال جان ستين، الذي صوّر النساء الحوامل ضمن مشاهد في الحانة (على سبيل المثال، مشهد الحانة مع مضيفة حامل، في متحف فيلادلفيا للفنون) أو في لوحاته المتعددة الأنواع المتعلقة بالشابات المريضة؛ عادة ما ينطوي مرضهم على غثيان الصباح. ومن الأمثلة الأخرى، صور قلادة رامبرانت لميرتين سولمانز وأوبغين كوبيت، والتي تُظهر أوبغين كوبيت في حالة حمل. المزيد من الأمثلة: مشهد الفناء مع المرأة الحامل، لهندريك فان دير بيرغ أو مشهد زيارة الطبيب، لفرانس فان ميريس الأكبر. على عكس أنماط القرن السادس عشر، كانت الموضة التي تطورت بحلول عشرينيات القرن السادس عشر مفيدة بشكل خاص للشخصية التي تحاول إخفاء بطن منتفخ، حتى لو كان ذلك في صورة شخصية فقط.
في عام 1904، تُظهر صورة مُؤرَّخة قبل خمسة أيام من الولادة مرسومة من قبل وفيس كورنث، زوجته، منظرًا يؤكد على الحمل. رسم كورنث الذي كان غزير الإنتاج العديد من النساء الحوامل. صوّرت باولا مودرسون-بيكر نفسها على أنها حامل في عام 1906 قبل أن تكون كذلك؛ في الأشهر الثمانية عشر التالية، رزقت بابنة، وتوفيت بعد ثلاثة أسابيع.

## حديثًا
مع اقتراب العصر الحديث، بدأ بعض الفنانين في إظهار الحمل بشكل أكثر وضوحًا، مع وجود تلك اللوحات بكثافة، والمزيد من رسومات الحوامل العاريات أكثر من ذي قبل. تُظهِر لوحتان لغوستاف كليمت، الأمل الأول (1903) والأمل الثاني (1907)، نساءً نحيفات، وحوامل بشكل واضح. في لوحة الأمل الأول، تكون المرأة عارية، والحمل واضح جدًا، بينما في لوحة الأمل الثاني، فإن المرأة ترتدي فستانًا أو عباءة ضخمة ومتقنة تجعل الحمل أقل وضوحًا.
كانت المرأة الحامل أشهر لوحة ضمن سلسلة لوحات لسبع نساء عاريات رسمتها أليس نيل. كانت الفتاة الحامل لوحة رسمها لوسيان فرويد في عام 1960 تصور صديقته آنذاك برنادين كوفرلي، عندما كانت حاملًا بابنتهما بيلا. كانت هناك منحوتات عارية لنساء حوامل من قبل، داميان هيرست، مع السيدة العذراء (الآن في ليفر هاوس في نيويورك) وفريتي، 2012، ورون مويك، (2002) تمثال بطول 2.5 متر لامرأة حامل عارية تشبك يديها فوق رأسها، موجودة الآن في المعرض الوطني في أستراليا.